# Улача
Улача — село в Акшинском районе Забайкальского края России. Административный центр сельского поселения «Улачинское».

## География
Село находится в северной части района, в пределах Среднеононской впадины, на правом берегу реки Улачи, вблизи места впадения её в Онон, на расстоянии примерно 11 километров (по прямой) к северу от села Акши. Абсолютная высота — 724 метра над уровнем моря.
Климат
Климат характеризуется как резко континентальный с продолжительной холодной зимой и сравнительно тёплым летом. Средняя температура воздуха самого холодного месяца (января) составляет −22,7 °C; средняя температура самого тёплого месяца (июля) — 38 °C. Среднегодовое количество атмосферных осадков составляет 350—410 мм. Большая часть осадков (до 85 %) выпадает в течение тёплого сезона. Продолжительность безморозного периода составляет от 85 до 100 дней в году.
Часовой пояс
Село Улача находится в часовой зоне МСК+6. Смещение применяемого времени относительно UTC составляет +9:00.

## История
Основано в 1898 году.

## Население
| 1989 | 2002 | 2010 | 2021 |
| ---- | ---- | ---- | ---- |
| 663  | ↘466 | ↘399 | ↘345 |

Половой состав
По данным Всероссийской переписи населения 2010 года в гендерной структуре населения мужчины составляли 50,4 %, женщины — соответственно 49,6 %.
Национальный состав
Согласно результатам переписи 2002 года, в национальной структуре населения русские составляли 98 %.

## Инфраструктура
В селе функционируют средняя общеобразовательная школа, детский сад, дом культуры и фельдшерско-акушерский пункт.

## Улицы
Уличная сеть села состоит из восьми улиц.